# Informationsmedium
Informationsmedien sind für die Verbreitung und Weitergabe von Wissen und Informationen zuständig. Zu den bedeutendsten Informationsmedien zählen die Sprache, das Medium Radio und Film/Fernsehen, das Internet, sowie Zeitungen (digital oder gedruckt) und Web-Videos. Es ist somit ein spezielles System oder eine bestimmte Form der Kommunikation, Information und Unterhaltung.

## Sprache

### Wie Informationen gewonnen werden
Information ist messbar und das Ergebnis einer binären ja – nein Entscheidung. Es gilt, aus Tausenden von Eindrücken den Informationsanteil heraus zu filtern. Der Informationsanteil eines Gespräches kann Kern oder Nebensache sein. Es hängt viel davon ab, in welcher Beziehung die Gesprächspartner zueinander stehen. Auch das Bedürfnis, sich selbst auszudrücken, kann im Vordergrund stehen.
W. Prost zeigt anhand eines Stuhls, wie sich mit etwas Übung und Vorwissen die dazugehörigen Informationen ableiten lassen. Wegen der Menge an möglichen Informationen sind diese jedoch unverarbeitet zunächst wertlos. Erst durch Auswahl, Bewertung, Gewichtung und Anordnung kann Information Bedeutung für jemand erhalten. Jede Information wird aufgrund von Interessen gewonnen und ist somit subjektiv. Das erklärt, warum verschiedene Menschen zum gleichen Problem unterschiedliche Meinungen haben. Informationen selbst erlangen ihre Bedeutung immer nur in Bezug zu einem Empfänger.
Unbewusst teilt sich in der Sprache zusätzlich zu den Sachinformationen auch persönliches über den Sprecher mit: durch den Tonfall seiner Stimme, durch die Sprechgeschwindigkeit, Lautstärke, Klangfarbe, Temperament, Melodie. Er drückt sich in seiner Wortwahl und im Stil seiner Sprache selbst aus: seine Herkunft, sein Geschlecht, sein Alter, seine Gefühle, seine Interessen, seine Absichten.

### Wie Informationen manipuliert werden
Es stecken nicht immer böse Absichten dahinter, denn das Interesse des Informationsweitergebenden lässt ihm einen Sachverhalt in einem spezifischen Licht erscheinen. Seine Entscheidungskriterien haben unbewusst zur Folge, dass seine Information begrenzt und einseitig ist.
Jede Information kann als Antwort auf eine Frage aufgefasst werden. Die Art der Fragestellung produziert die Art der Information.
Eine Information ist ohne den Zusammenhang mit einer Frage irrelevant, denn eine Flut an Informationen führt zu Desorientierung und Konfusion. Informationen sollen dosiert mitgeteilt werden und der Fragestellung angemessen sein.
Das Erläutern der eigenen Interessen vor sich selbst und vor anderen ist wünschenswert, um Erkenntnisse und Informationen zu relativieren und in einen Gesamtzusammenhang einzuordnen. Wer sich über seine eigenen Interessen im Klaren ist, wird auch leichter die Berechtigung anderer Positionen aufgrund anderer Interessen verstehen und akzeptieren können.

#### Manipulationsarten von Information
- Einseitige Information (bewusst oder unbewusst)
- Überinformation („tot“ geredet)
- Aufwertung oder Abwertung bestimmter Information (Schlagzeile versus Randnotiz)
- Unterschlagen von Information (da es sonst zu einem unerwünschten Handeln kommt)
- Färbung (einfließende Bewertung)[5]

### Wie man von anderen Menschen Informationen erhält
- Zielgerichtete Fragen nach Ort, Zeit, Person, Ereignis, Ursache, Ablauf, Zweck, Grund.
- Geduldiges, aufmerksames Zuhören vermittelt Wertschätzung und motiviert zu weiteren Auskünften.
- „Indiskretes“ Fragen (nur bedingt anwendbar).
- Freundliche Gesprächseröffnung mit Punkten über die der Gegenüber gerne spricht.
- Jeweils nur eine Frage stellen, kurz und präzise.
- Sich um ein gutes Verhältnis zu den Menschen bemühen, auf deren Informationen man angewiesen ist.
- Vermeiden auf unliebsamen Themen rumzureiten. Stattdessen später umformuliert darauf zurückkommen.
- Das eigene Verhalten im Gespräch prüfen. Hat der andere Gelegenheit sich zu äußern?
- Wenn jemand sich weigert eine Information zu geben: nach dem „warum“ fragen und was man tun kann, damit sich die Situation klärt.
- Versuchen, eine Struktur in die Menge der Information zu bekommen. Gesprächspartner fragen, welche er für besonders wichtig hält.[6]

### Wie man Informationen bei anderen Menschen anbringt
- Belehrenden, herablassenden Tonfall vermeiden. Wenn Sie Informationen mitteilen, sprechen Sie in freundlich-sachlichem Ton und geben Sie nicht zu viele Informationen auf einmal.
- Bestätigungsfragen stellen und gegebenenfalls korrigieren.
- Den Gesprächspartner selbst nach den Informationen fragen, die er haben will.
- Das, was er erfragt bleibt besser haften als das, was Sie ihm anbieten. Versuchen Sie Neugier auf das Thema zu erwecken. Wenn Sie Ihre Ausführungen mit einer offenen Problematik beenden, werden Ihre Zuhörer sich gedanklich weiter mit dem Thema beschäftigen. „Fachwissen ist immer nur so gut wie die Fähigkeit eines Sprechers, es auch in Worte zu kleiden“.[7]

## Zeitung
Die Zeitung gilt als eines der ältesten Massenmedien und ist durch ihr instrumentelles Merkmal zur Vermittlung bestimmter Sachverhalte als Informationsmedium charakterisiert. Seit dem Ende des 17. Jahrhunderts wird die Zeitung durch ihre Universalität und Qualität in der Nachrichtendarbietung als eigenständiges Informationsmedium anerkannt. Zeitungen werden besonders im lokalen und regionalen Raum genutzt und haben einen großen Einfluss, welche aktuellen Themen an die Öffentlichkeit gelangen. Sachbereiche der Zeitung sind besonders Wirtschaft, lokale und globale Politik, aktuelle Geschehnisse und Sport.
Die Zeitung hat als Presseorgan die wichtigste Funktion der Informationsvermittlung für den Fortbestand der Gesellschaft und der Schaffung eines kollektiven Raumes, in welchem das subjektive Wissen erweitert wird. Über die Zeitung werden Informationen über soziokulturelle, politische und wirtschaftliche Sachverhalte durch Berichte, Bilder und Diagramme vermittelt. Durch die Informationsvielfalt ist es individuell sehr unterschiedlich, welche Informationen vom Rezipienten aufgenommen und verarbeitet werden. Dies hängt folglich von verschiedenen Faktoren ab, wie beispielsweise individuell unterschiedliche Interessen, Häufigkeit des Lesens von Zeitungen, Empfindungen, aktuelle Aufnahmefähigkeit während des Lesens.
Die Sekundärerfahrung des Subjekts wird von Redakteuren gesteuert, welche von Korrespondenzen erhaltene Nachrichten nach Wichtigkeit sortieren und daraus Berichte schreiben. Damit vom Leser nicht allzu viel Hintergrundinformation und Vorverständnis für komplexe politische, wirtschaftliche und geographische Verknüpfungen gefordert wird, fokussieren sich Redakteure seit der Jahrhundertmitte zunehmend darauf, Zusammenhänge und notwendige Informationen für das weitere Verständnis bestimmter Berichte darzulegen.
Der Umgang der Zeitung mit Information auf der einen Seite, Meinung auf der anderen ist immer im gesellschaftlichen und politischen Kontext zu betrachten. Inwiefern das Medium rein informierend oder auch meinungsbetonend zwischen den verschiedenen Textsorten ist, bleibt bis heute als unterschiedlich beantwortete Schlüsselfrage.

### Merkmale der Zeitung als Informationsmedium
Die Zeitung als Printmedium baut ungleich anderer Kommunikations- und Informationsmedien, wie beispielsweise der Rundfunk, auf einer „gesicherten Glaubwürdigkeit“ auf. Dies unterliegt dem Merkmal, dass die Informationen in gedruckter Form vorliegen und so beständig sind. Durch dieses Charakteristikum des „gesicherten Wahrheitsgehalts“ wirkt gedruckte Informierung anders auf den Rezipienten als andere Informationsvermittlung. Zudem weisen sich die gedruckten Berichte durch Aktualität, Periodizität und einem öffentlichen Zugang aus.
Das abgedruckte Medium weist sich durch aktuelle und zugleich kontinuierliche Berichterstattung aus, wobei die Themen als universell gelten. Dies bedeutet, dass es keine Grenzen der Thematisierung gibt. Sowie die meisten anderen Informationsmedien ist auch die Zeitung durch einen beständigen Wandel gekennzeichnet. Jeder erstmalige Zeitungsartikel vermittelt neues Wissen, wodurch vom Rezipienten eine vorausgesetzte Offenheit gegenüber diesem Wandel des Wissens gefordert wird.
Informationsmedien vermitteln Wissen zweckbedingt, so auch die Zeitung. Zweckbedingt kann in diesem Zusammenhang verstanden werden als Wissenserweiterung, Wissensanwendung oder Schaffung eines kollektiven Bewusstseins.

### Gründe der fortlaufenden Nutzung von Zeitungen
Durch den Absturz der New Economy und die damit verbundene webbasierte Ausrichtung der Dienstleistungen nahm der Markt der gedruckten Zeitung drastisch ab. Trotzdem blieb die Zeitung als qualitative Informationsübermittlung bestehen. Zwei wichtige Gründe dafür:

#### Inhaltliche Gründe
Die Zeitung unterliegt im Gegensatz zum Fernseher im lokalen und regionalen Raum stärker dem Informationsbedürfnis der Öffentlichkeit. Da der Mensch in seiner Gemeinschaft auf gegenseitige Informationsvermittlung angewiesen ist, wendet er sich bei bestimmten Themengebieten meist der gedruckten oder auch digitalen Zeitung zu.
Durch das Zeitungswesen werden bestimmte Inserate, wie beispielsweise amtliche Kundmachungen, Stellenangebote oder Unglücksfälle, am besten vermittelt. Auch wenn die Inhalte der Zeitung als parteipolitisch und oftmals als indoktrinativ beschuldigt werden steht es dem Leser frei zu sich für das Lesen der Zeitung oder einzelner Textstellen zu entscheiden.

#### Funktionelle Gründe
Die Zeitung in gedruckter Form bietet dem Leser eine bestimmte Autonomie, durch welche dieser der Aufnahme frei gegenübersteht. Der Leser hat die Möglichkeit die Zeitung an verschiedenen Orten, zu jeglichen Zeiten, immer wieder zu lesen. Die fixierten Informationen können jahrelang aufgegriffen werden, welches bei digitalen Medien oftmals nicht der Fall ist. Dem Leser ist es frei über die Art der Zeitung zu entscheiden, sowie durch Virtualität sich je nach Interesse mit den publizierten Aufdrucke auseinanderzusetzen und sich eine eigene Meinung zu bilden.

## Radio
Das Medium Radio schafft eine intime Verbindung von Mensch zu Mensch, welche kein anderes Medium so gezielt einsetzen kann. Die Macht des Radios liegt darin, dass jede Person durch ihre individuelle Wahrnehmung die Präsentationen durch dieses Medium anders wahrnimmt.
Für die meisten Personen sind laut einer qualitativen Forschungsstudie regionale Nachrichten sowie musikalische Abwechslung die Gründe, warum sie einen Sender benutzen. Informationen über das Wetter, leichter Zugang zum Medium sowie eine kompetente Berichterstattung sind von Bedeutung.
Das Besondere am Radio vor dem „digitalen Zeitalter“ war die Unsichtbarkeit des Mediums, wodurch es einfach von anderen Medien zu unterscheiden war. Radio wird als Medium der Ein-Weg-Kommunikation definiert, da die transportierten Informationen von räumlich getrennten Personen empfangen werden. Der Überbringer der Informationen kann keine Antworten vom Empfänger hören.
In der Entwicklung des Mediums Radio spielt die Technologie eine wichtige Rolle. Radioprogramme sind nicht nur von erdgebundenen Netzwerken, sondern auch von einer Vielzahl von Satelliten, Kabel- und drahtlosen Telekommunikationsnetzwerken, welche auch das Internet inkludieren, zugänglich. Empfänger des Informationsmediums sind heute nicht nur klassische Radiohörer, sondern auch Verbraucher von verschiedenen multimedialen Computergeräten. Somit kann sogar das Radio, welches einst ein unsichtbares Medium war, dank neuer Technologien Bilder wie beim Medium Fernseher transportieren.

## Fernsehen
Das Fernsehen formt unsere Sicht auf die Welt. Informationen zu den Themen Politik, Kultur, Sport- und auch das Leben von berühmten Persönlichkeiten und anderes können hier übertragen werden und somit viele Menschen durch die Gleichheit von Meinungen verbinden. Die Sicht auf diese Themen ist oft vom Fernsehen beeinflusst, wie in vorherigen Generationen es bei den Medien Radio und Zeitung der Fall war. Der Fernseher ist ein Massenmedium, durch welches ein Informationsträger seine Informationen auf eine unbegrenzte Zahl an Zuschauer überträgt. Wenn Personen antworten, versteht sie der Informationsträger nicht und auch das Publikum untereinander kann sich nicht verstehen oder sehen. Durch dieses Medium kann man wie nie zuvor die Gesellschaft selbst beobachten sowie die Kommunikation zwischen Menschen. Ein besonderes Merkmal des Fernsehens ist die Verbindung der Medien Radio, Film und Presse- wodurch es als Hybridmedium beschrieben wird.
Die endgültige Benutzung des Fernsehers hatte auch Nachteile, da ein plötzliches „Kinosterben“ begann und auch einige Printmedien um 1960 abgesetzt wurden. Es kam daraufhin zu einer Anpassung und Zusammenarbeit der Medien. Das Radio, welches vorher als Einschaltmedium galt, wurde zum Begleitmedium. Die Tageszeitungen legten ihr Hauptaugenmerk auf Hintergrund- und lokale Informationen, während Film und Fernsehen eine Kooperation starteten. Einige Medien mussten sich somit dem Fernsehen unterordnen und waren dadurch gezwungen sich neu zu definieren und zu orientieren. Obwohl das Fernsehen bis heute ein Leitmedium ist, wird die Konkurrenz durch das Fernsehen im Internet immer größer.
Beim klassischen Fernsehen sind Personen zeitlich an das Programm gebunden. Wenn eine Person ein bestimmtes Angebot anschauen will, muss auf den Zeitpunkt dessen geachtet werden. Heute bietet die Medienwelt bereits eine vielfältige Auswahl an Angeboten und somit der Freiheit der Gestaltung. Für viele Fernsehveranstalter ist die Werbung die wichtigste Einnahmequelle, was jedoch in der heutigen Zeit eines der Gründe ist, weshalb viele Menschen das Fernsehen im Internet dem traditionellen Fernsehen vorziehen, da die Werbung übersprungen werden kann. (vgl. Ralf Kaumanns, Veit Siegenheim, Insa Sjurts (2008), S. 6f)
Die Qualitätsunterschiede zwischen Digitalfernsehen und Web-Videos oder IPTV werden aber trotz einer fortlaufenden Weiterentwicklung der Technik bestehen bleiben.

## Internet
Mit dem Internet, welches für „eine Vernetzung zwischen Computern bzw. zwischen Computernetzen“ steht, entstand eine neue Form der Informationsverbreitung. Neben klassischen Informationsmedien wie der Zeitung, Büchern, Radio und dem Fernseher wurde es mit dem Internet möglich, all diese in digitalisierter Form im Netz zur Verfügung zu stellen und für die Nutzer jederzeit abrufbar zu machen. Printmedien werden dabei „um Bilder, Ton und Video“ ergänzt. „Die unbegrenzte Verfügbarkeit, die Aktualisierbarkeit sowie die Vielfalt an Informationen eröffnen zusätzliche Dimensionen im Vergleich zu den klassischen Informationsmedien“.
Durch die tägliche Nutzung von Smartphones, wird eine rasche Informationsverbreitung und Konsum der Nutzer zusätzlich erleichtert, wenn dieses einen Zugang zum Internet hat. Dabei wird kein weiteres Gerät mehr benötigt.
Dem Internet kommt eine weitere Funktion in Bezug auf Informationen hinzu. Diese ist, dass Nutzer nicht nur Konsumenten sind, sondern sie auch durch die neuen Technologien in der Lage sind, eigene Inhalte zu produzieren und im Netz zu veröffentlichen. Dies wird auch als user-generated content (engl. nutzergenerierte Inhalte) bezeichnet.
Auch Soziale Medien tragen zu einer schnellen Informationsvermittlung bei, indem sie nicht nur von Privatpersonen, sondern auch von verschiedenen Zeitungsverlagen, Radiosendern usw. für die Verbreitung ihrer Inhalte genutzt werden.
Der öffentliche Zugang zum Internet und damit die Möglichkeit für Nutzer eigene Inhalte hochzuladen und Informationen zu verbreiten, beeinträchtigt die Unterscheidung qualitativ hochwertiger von unseriösen.

### Webvideo
Neben traditionellen, analogen, Formen von Informationserhalt, wie Zeitschriften oder Radio und Fernsehen haben seit der Etablierung des Breitbandinternets ab 2003 Webvideos als digitale Informationsmedien große Bedeutung erlangt. Webvideos bzw. Onlinevideos als Überträger von Informationen sind aus keinem Lebensbereich mehr wegzudenken. Neben der Video-Plattform YouTube, welche weltweit am weitesten verbreitet ist, nehmen auch Facebook oder Instagram einen hohen Stellenwert in der Verbreitung von Videoinhalten ein.
Abseits von reinen Unterhaltungsformaten lassen sich Webvideos vor allem vor allem in zwei Kategorien teilen:
- Videos zur Verarbeitung von Nachrichten
- Videos mit Lehrinhalten

Im Bereich Nachrichten nutzen viele Fernsehsender Webvideos dazu, um ein noch breiteres Publikum zu erreichen oder um abseits der etablierten Sendungsformate mit kurzen pointierten Formaten zusätzlichen Traffic zu generieren. Aber auch abseits davon bieten Fernseh- und Nachrichtensender online Mediatheken an, in denen aktuelle Nachrichten abrufbar sind und vergangenes archiviert wird um somit digitale Bibliotheken zu erschaffen.
Neben dem Wert für die Verbreitung von Nachrichten bieten sich im Bereich der Pädagogik komplett neue Möglichkeiten, um neue Dinge zu lernen oder eigenes Wissen mit anderen Menschen zu teilen.
Aufgrund der audiovisuellen Aufarbeitung von Lehrinhalten können komplexe Themen oder Fragestellungen nicht nur einfach verstanden, sondern auch beliebig oft und an jedem Ort abgerufen werden. Aufgrund dieser Vorteile gibt es immer mehr etablierte Bildungseinrichtungen, welche Studiengänge teilweise oder gänzlich online anbieten um Studierenden einerseits mehr Möglichkeiten zum Erlernen von Wissen andererseits aus ökonomischer und ökologischer Sicht, Lehre effizienter mit Lernplattformen, wie z. B. Moodle zu gestalten.
Auch abseits von Universitäten etablieren sich digitale Lernplattformen wie Skillshare, Udemy oder Khan Academy, welche hauptsächlich mit Wissensvermittlung über Webvideos arbeiten.